# Junko Suzuki
Junko Suzuki（ジュンコスズキ、鈴木淳子、1984年6月1日 - ）は日本のアートディレクター / アーティストである。

## 人物と来歴
1984年、東京生まれ。本の街 神保町で幼少期を過ごす。曾祖父の創業した古美術書店「一誠堂書店」、祖父の創業した書店「書泉」をきっかけにメディアに興味を持つ。
東京藝術大学美術学部デザイン科卒業。同大学院在学中より日本のカワイイカルチャーを世界に発信するセルフポートレートブログ「カワイイラボ」が話題となり、日本を代表するファッションブロガー、アートディレクターとして女性ファッション誌やwebメディアでの連載や出演、プロデュース、デザインを経験。

## 賞歴
- 2010年 - Super Fashion Blogger Award ファイナリスト選出
- 2012年 - 第8回「1_wall」グラフィック部門入選
- 2016年 - Android Experiment Object ファイナリスト入選

## 出演と掲載

### 雑誌
- sweet（2010年 - 2013年）
- オトナミューズ（2014年 - ）
- GINZA
- ar
- InRed

### テレビ
- NZZ（スイス）

### 主な連載
- 乗馬雑誌 エクウス（2014年）
- Beauty&co（2014年4月 - 2015年3月）
- Za Asian Trend 特集（2015年）
- cafeglobe アートコラム「乙なアート」（2016年10月 - 2017年9月）
- びゅうたび（2017年 - ）
- Glitty コラム「#ねこのひげ」（2017年11月 - ）